# 谢颂凯
谢颂凯（1938年6月—2011年10月9日），男，籍贯浙江绍兴，生于上海，中华人民共和国政治人物。曾任中国民主同盟广东省委员会主任委员，中国民主同盟中央委员会副主席，广东省人大常委会副主任，佛山科学技术学院院长。

## 生平
1998年3月，第九届全国人大第一次会议上，他当选全国人民代表大会常务委员会委员。